# Le Conflit des âges

Le Conflit des âges désigne une collection de cinq ouvrages d'Ellen White, une cofondatrice de l'Église adventiste du septième jour :
- Patriarches et prophètes
- Prophètes et rois
- Jésus-Christ
- Conquérants pacifiques
- La tragédie des siècles

« Le conflit des âges » relate l'histoire du conflit cosmique entre Christ et Satan, depuis la rébellion de Lucifer au ciel jusqu'à sa destruction au jugement dernier. « La grande controverse entre Christ et Satan » est un thème fondamental de la théologie adventiste, la charpente de sa compréhension de l'histoire du salut.
« Le conflit des âges » est une apologie de l'amour de Dieu, de sa grâce et de sa justice. La série retrace l'origine du mal qui prend sa source avec la rébellion de Lucifer (Satan). Elle décrit le plan du salut conçu par Dieu pour sauver les humains repentants et sa manière d'opérer pour être blanchi des accusations de Satan.     

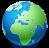
Selon Ellen White, la Terre est au centre d'un conflit cosmique entre Christ et Satan

## Histoire
Le 14 mars 1858, à  Lovett’s Grove dans l’Ohio, Ellen White eut une vision de deux heures devant une nombreuse assistance après un sermon de James White lors d'un service de funérailles. Après la vision, elle rapporta que des scènes, vues dix ans auparavant dans plusieurs visions, défilèrent devant ses yeux et qu’elle reçut l’ordre de les raconter dans un livre. Elle apprit aussi que Satan tenterait de l’empêcher de rapporter « la vision de la grande controverse entre Christ et Satan » mais que Dieu la protègerait. 
Le lendemain, elle prit le train avec son mari pour rentrer chez eux à Battle Creek dans le Michigan. À partir de Jackson, ils firent le reste du trajet en calèche. Arrivée à Jackson, Ellen White eut une subite attaque de paralysie dans la maison d'un adventiste nommé Palmer, la rendant incapable de parler et de se mouvoir. Elle crut qu’elle allait mourir. Mais après les prières de ses accompagnateurs, l’usage de ses membres lui revint. 
Après son arrivée à Battle Creek, Ellen White prit quelques jours de repos avant de commencer à écrire l’œuvre la plus considérable de son ministère littéraire. Trois mois après l'attaque de paralysie à Jackson, elle rapporta que la cause lui fut alors révélée dans une vision : " Dans cette vision, il me fut montrée que Satan essaya de m'ôter la vie durant l'attaque soudaine à Jackson pour entraver l'œuvre que j'étais sur le point d'écrire. Mais des anges de Dieu vinrent à mon secours pour m'élever au-dessus des effets de l'attaque de Satan. "

### Vision globale de l’histoire
La vision du conflit cosmique entre Christ et Satan présente un grand panorama de l’histoire du monde, de la création à la recréation de la Terre. Elle dévoile un thème bien connu dans la Bible : l’histoire du salut. La grande controverse est une lecture de l’histoire en deux dimensions. La dimension visible est l’histoire humaine telle qu'on la connaît. La dimension invisible se produit dans la sphère spirituelle cosmique. Celle-ci donnerait son vrai sens à l’histoire. Les personnages et les enjeux cachés à nos yeux expliquent ce qui se trame derrière le déroulement des événements terrestres. Selon James Nix, cette vision de l'histoire se place dans une « perspective divine… Derrière la scène, Dieu tire le rideau. »
Dans la série du « conflit des âges », Ellen White narre ce conflit titanesque entre Christ et Lucifer, un chérubin (un chef des anges) qui tenta de s’asseoir sur le trône de Dieu (Esaïe 14.12-14). Elle souligne que la Terre est au centre du conflit, étant le théâtre de la lutte entre deux principes diamétralement contraires : le bien et le mal. « Notre petit monde est un livre d’enseignement pour tout l’univers ». Cette controverse révèle le contraste saisissant entre la beauté du caractère de Dieu et la perversité horrible du mal.
Joseph Battistone souligne que pour Ellen White, « le conflit entre Christ et Satan n'est pas une confrontation entre deux pouvoirs de force égale mais entre le Créateur et la créature ». Il n'y a pas de dualisme cosmique entre le bien et le mal. Au contraire, « en ce qui la concerne, l'issue du conflit ne fait aucun doute ». Jésus-Christ remportera la victoire.
Richard Davidson indique que le conflit cosmique est " un point d'orientation à partir duquel toute l'Écriture a un sens ". Autrement dit, la grande controverse entre Christ et Satan est la vision du monde de la Bible. Certains auteurs protestants comme Gregory Boyd ont parlé de " vision du monde d'une guerre ".

## La série «le conflit des âges»
Après sa vision en 1858 sur la grande controverse entre Christ et Satan, Ellen White écrivit deux séries d'ouvrages, Spiritual Gifts vol.1-4 (1858-1864) et The Spirit of Prophecy vol.1-4 (1870-1884), qui développèrent ce thème. Mais c'est la parution de La tragédie des siècles en 1888 qui suscita vraiment l'intérêt du public. L'ouvrage fut immédiatement un succès. Les directeurs de l’imprimerie Review and Herald proposèrent alors à Ellen White d’écrire une série complète, couvrant toute l’histoire humaine, de la création à la récréation de la Terre. 
La série du conflit des âges suit l'ordre chronologique de l'histoire du monde telle qu'elle est rapportée dans la Bible. Dans ce sens, c'est l'histoire théo-humaine de la Terre avec le théâtre terrestre visible et la coulisse spirituelle invisible aux êtres humains. Comme dans la Bible, son attention se focalise sur la chronique du « peuple de Dieu », montrant Dieu au contrôle de l'histoire. C'est à proprement parler « l'histoire du salut », rapportant les interventions de Dieu dans l'histoire et la mise en œuvre de son plan pour sauver l'humanité.
Bien qu'ils constituent une série, chacun des cinq volumes peut se lire indépendamment des autres. Ellen White ne les a d'ailleurs pas écrit dans l'ordre chronologique de l'histoire. Elle les publia, semble-t-il, selon les circonstances et les priorités qui s'imposèrent à son esprit.   

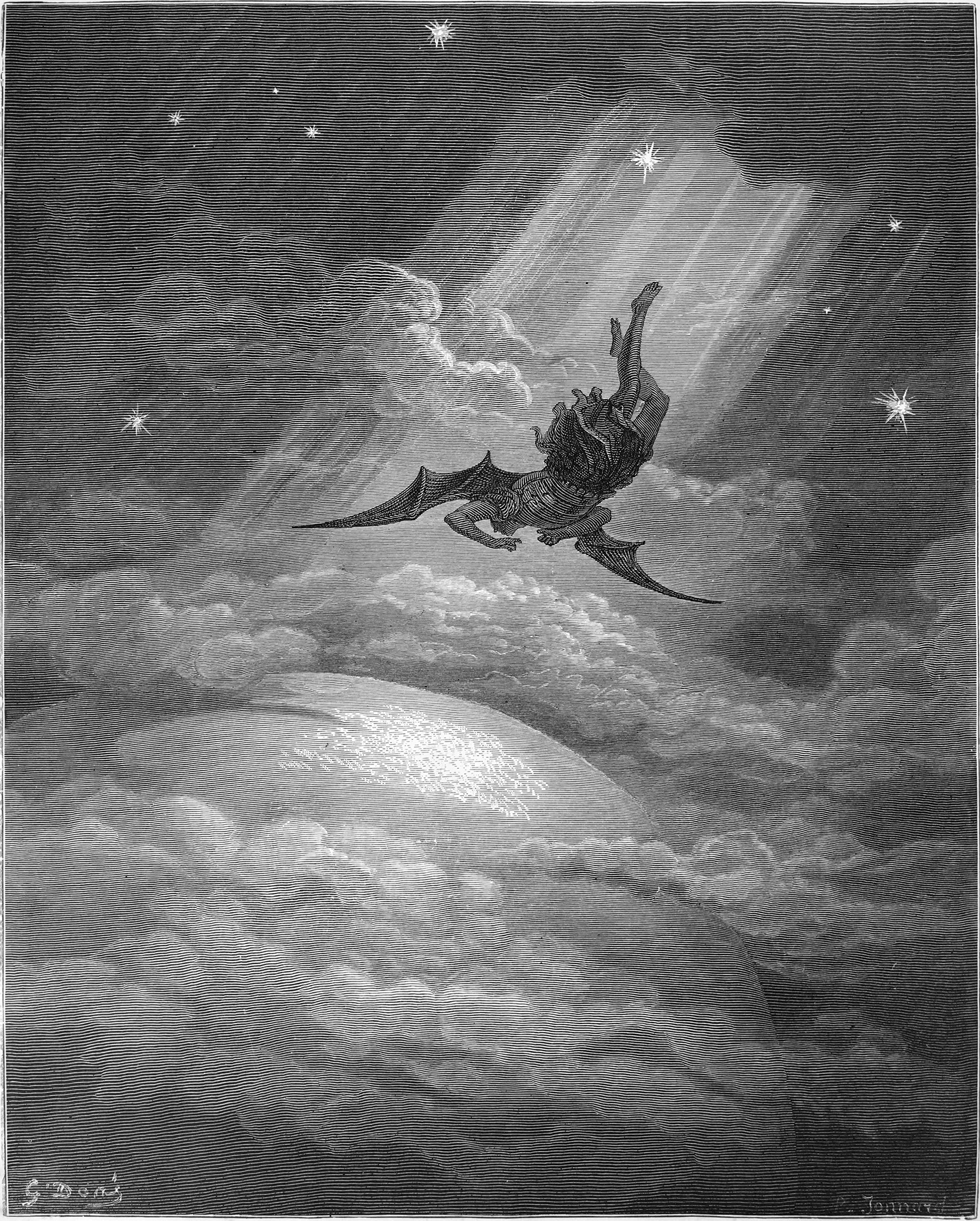
La chute de Lucifer,
Illustration de Gustave Doré

### Patriarches et prophètes(1890)
- Premier volume : De la rébellion de Lucifer au règne de David

Après le succès de La tragédie des siècles (1888), Ellen White s'attela à écrire Patriarches et prophètes, le premier ouvrage de la série du conflit des âges sur le plan chronologique de l'histoire. Elle élabora considérablement sur ce qu'elle avait écrit précédemment dans Spiritual Gifts (vol.3-4) et The Spirit of prophecy (vol.1-2).    
- Plan sommaire

1. Les débuts de l'humanité (chapitres 1-10).
2. Les ancêtres d'Israël, le peuple choisi (chapitres 11-21).
3. Moïse et l'exode (chapitres 22-43).
4. Josué et la conquête de la terre promise (chapitres 44-49).
5. La période des juges (chapitres 50-58).
6. Le royaume d'Israël (chapitres 59-73).

- Présentation de l'ouvrage

Patriarches et prophètes démarre la série du conflit des âges par cette déclaration -- véritable thème des cinq livres : " Dieu est amour 
(1 Jean 4:16). Sa nature et sa loi sont l'amour. Il a toujours été et il en sera toujours ainsi ".
Le livre introduit le récit capital de l'origine du mal. Ellen White soutient que l'orgueil et la jalousie envers Jésus entrèrent dans l'esprit de Lucifer, un chef des anges. Il accusa Dieu de tyrannie parce qu'il régissait l'univers sur les principes éternels de la loi morale. Une guerre éclata entre l'armée des anges fidèles à l'archange Michel (le chef suprême des anges) -- qui n'est nul autre que Jésus -- et de l'armée des anges qui suivirent Lucifer dans sa rébellion. Satan (" l'adversaire " ou " l'accusateur ") fut chassé du ciel et précipité sur la Terre (Apocalypse 12:7-9) en raison de la désobéissance des ancêtres de l'humanité (Adam et Eve) qui cédèrent à ses séductions (Genèse 3:1-7). La planète devint son terrain d'expérimentation d'un royaume affranchi des principes de la loi morale.
Alden Thompson a comparé les récits sur l'origine du conflit entre Christ et Satan dans Spiritual Gifts, The Spirit of Prophecy et Patriarches et prophètes. Il observe : " En général, Spiritual Gifts est simplement un récit. The Spirit of Prophecy l'élabore. Patriarches et prophètes le transforme. " Les éléments essentiels de la grande controverse " n'apparaissent clairement que dans le récit final de Patriarches et prophètes, à savoir que toute la controverse a à voir avec la liberté de choix et le service dans l'amour… Des trois éditions, seul Patriarches et prophètes décrit le rôle de l'amour dans la controverse. "
Patriarches et prophètes va au-delà des descriptions des deux premières éditions en expliquant les raisons profondes du conflit. Parvenue au sommet de sa maturité théologique, Ellen White a élargi et a approfondi sa compréhension des enjeux. Elle soutient que Dieu n'a pas détruit Lucifer parce qu'il veut être adoré par amour. S'il avait éliminé Satan immédiatement, de nombreuses créatures l'auraient servi par crainte, non par amour. En raison de la dissimulation et des insinuations de Lucifer, « il faut lui donner le temps de manifester ses œuvres mauvaises… Sa propre œuvre doit le condamner. » 
La suite du récit dans Patriarches et prophètes décrit les premières rébellions mondiales rapportées dans la Bible qui, selon Ellen White, furent suscitées par Satan contre l'adoration de Dieu, et les interventions divines pour sauver l'humanité d'une destruction totale. L'ouvrage consacre une place conséquente à la vie de certains patriarches et personnages bibliques : Adam, Hénoch, Noé, Abraham, Jacob, Joseph, Moïse, Josué, Samuel et David.  Bien qu'imparfaits, ils préservèrent la connaissance de Dieu dans un monde de religions idolâtres polythéistes, voire panthéistes, et la transmirent aux générations postérieures.

### Prophètes et rois(1917)
- Second volume : Du règne de Salomon au livre de Malachi.

Prophètes et rois fut le dernier livre d'Ellen White dans sa carrière d'écrivaine. Anxieux que l'ouvrage soit achevé afin que la série du conflit des âges soit complète, les assistants littéraires d'Ellen White prièrent qu'elle reste en bonne santé. Pendant plusieurs mois, ils se hâtèrent de rechercher ses manuscrits sur l'histoire de l'Ancien Testament afin qu'elle les lise, sélectionne les documents et donne son approbation. En décembre 1914, Ellen White encouragea Clarence Crisler, chargé de classer ses manuscrits sélectionnés dans l'ordre des chapitres de Prophètes et rois, à poursuivre sa tâche sans relâche. Elle rapporta qu'au cours d'une vision nocturne des voix lui dirent : " Avancez ! Avancez ! Avancez ! Pressez le pas vers le but ! ".

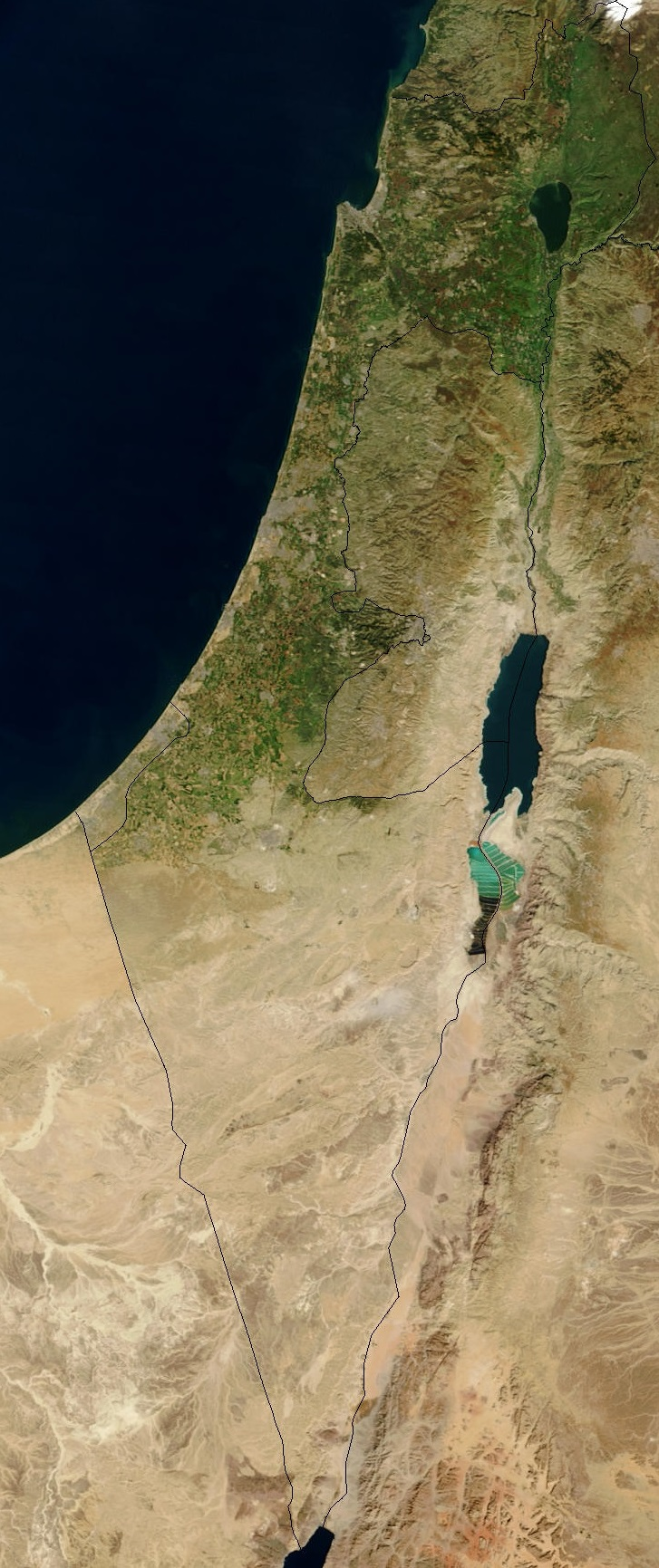
Photo satellite d'Israël.

En février 1915, à 87 ans, Ellen White trébucha et se fractura la hanche. À sa mort, cinq mois plus tard, l'assemblage des chapitres de Prophètes et rois était presque achevé. Seuls deux chapitres n'étaient pas terminés. La direction du White Estate les compléta avec les manuscrits disponibles dans les dossiers d'Ellen White. Le livre sortit de presse en 1917.     
- Plan sommaire

1. Apogée et division du royaume d'Israël (chapitres 1-8).
2. Les prophètes du royaume du nord (chapitres 9-24).
3. Le prophète Esaïe (chapitres 25-31).
4. La fin des deux royaumes (chapitres 32-38).
5. L'exil à Babylone (chapitres 39-44).
6. La période post-exilique (chapitres 45-57).
7. Prophéties messianiques (chapitres 58-60).

- Présentation de l'ouvrage

Prophètes et rois rapporte l'histoire d'Israël qui suivit le règne de David : l'apogée territorial et la prospérité économique durant le règne de Salomon, le schisme en deux royaumes, l'exil en Assyrie et à Babylone, puis la restauration. L'ouvrage dévoile les coulisses de la guerre que Satan livra au peuple choisi par Dieu pour l'empêcher de préserver et de propager la connaissance de son nom, et de préparer le monde à la venue du Messie. Ellen White déploie l'argument que le plan de Dieu pour Israël était de refléter son caractère, non de trouver sa grandeur dans les conquêtes militaires et la réalisation de monuments. Or Israël oscilla entre l'adoration de Dieu seul et l'idolâtrie polythéiste, les réveils religieux et les périodes d'apostasie, les règnes des rois qui " firent le bien ou le mal devant Dieu ". 
Ellen White analyse les messages des prophètes et brosse sans complaisance les portraits des rois d'Israël et de Juda vertueux ou infâmes. Elle insiste que son objectif n'est pas de fournir un récit systématique et détaillé de l'histoire d'Israël mais de tirer les enseignements spirituels et moraux de ses triomphes, défaites, apostasies, réformes, et de son exil à Babylone afin d'encourager les éprouvés et montrer la profondeur de l'amour de Dieu envers les obstinés à ses appels.

### Jésus-Christ(1898)
- Troisième volume : La vie et les enseignements de Jésus-Christ

Ellen White commença à écrire sur la vie du Christ en 1858, après la vision sur la grande controverse à Lovett's Grove dans l'Ohio. Spiritual Gifts, vol. 1, qui rapporte cette vision, comprit huit chapitres, soit plus de cinquante pages, sur la vie du Christ. Au fil des ans, ses écrits sur la vie et les enseignements de Jésus constituèrent un matériel volumineux, publié dans plusieurs ouvrages, notamment Une vie meilleure (1896) et Paraboles (1900).

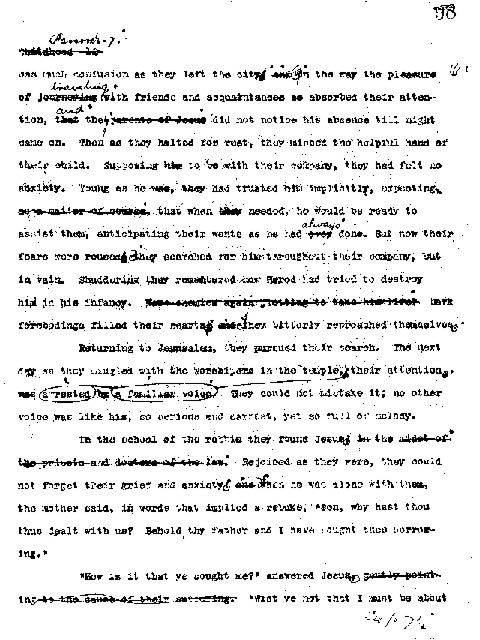
Un manuscrit du livre Jésus-Christ avec ses corrections grammaticales

Quand Ellen White prit la décision d'écrire Jésus-Christ, elle confia à Marian Davis (son assistante littéraire pour les corrections de syntaxe et de grammaire) le soin d'organiser en chapitres ses écrits sur le sujet, conservés dans des dossiers ou dans des cahiers dans lesquels étaient collés ses articles. Elle apprécia la capacité de Davis à assembler et à arranger une grande quantité de matériel, car elle n'avait pas le temps de le faire.
Les secrétaires d'Ellen White copiaient ses manuscrits et corrigeaient les fautes grammaticales sans retoucher le fond de sa pensée. Mais les documents n'étaient acceptables pour l'impression qu'après la relecture et l'approbation formelle d'Ellen White
Davis s'inspira probablement pour l'ordre des chapitres du plan du livre Life of Our Lord (1865), une biographie de William Hanna sur Jésus-Christ, mais elle n'écrivit rien elle-même. En travaillant sur le plan de Jésus-Christ, elle s'aperçut qu'Ellen White n'avait rien écrit sur certaines parties de la vie du Christ. Celle-ci accepta certaines de ses suggestions, d'autres pas, déclarant qu'elle n'écrirait pas sur certains sujets (mineurs à ses yeux), sauf si " l'Esprit du Seigneur me dirige dans ce sens ".
En plus du matériel extrait de son journal, de ses manuscrits et de ses articles, Ellen White inséra des informations sélectivement tirées de ses lectures, telles des ouvrages (qu'elle recommanda de lire) Life of Our Lord (1865) de William Hanna, Life and Words of Christ de Geikie Cunningham, The Great Teacher de John Harris ou les deux livres Walks and Homes of Jesus et Night Scenes in the Bible de Daniel March, contenant des descriptions des lieux, de la vie sociale, des coutumes juives, des événements et des personnages historiques de l'époque de Jésus-Christ. Elle aurait utilisée plus d'une trentaine de sources. De plus, elle sollicita les conseils de William Prescott, un éducateur et théologien adventiste dont elle appréciait les présentations fouillées et équilibrées sur la préexistence du Christ, son incarnation, son sacrifice de substitution et son ministère dans le sanctuaire céleste.        
D'une manière générale, Ellen White enrichit le contenu du matériel existant plutôt qu'elle n'écrivit de nouveaux chapitres. S'efforçant d'utiliser le plus beau langage possible, elle se sentit submergée devant la tâche d'écrire une biographie de Jésus-Christ : " Je tremble de crainte de diminuer le grand plan du salut par l'emploi de mots médiocres. Je prosterne mon âme en émerveillement et révérence devant Dieu en disant : Qui est suffisant pour ces choses ? "
Ellen White se considérait comme une écrivaine spécialiste de la vie et des enseignements de Jésus, et fit tout son possible pour le dépeindre et l'exalter avec honneur. Souvent occupée par de nombreux déplacements en Australie et en Nouvelle-Zélande, elle passa sept ans à écrire Jésus-Christ. De l'avis de nombreux spécialistes, cette biographie est sa plus belle œuvre littéraire. 
- Plan sommaire

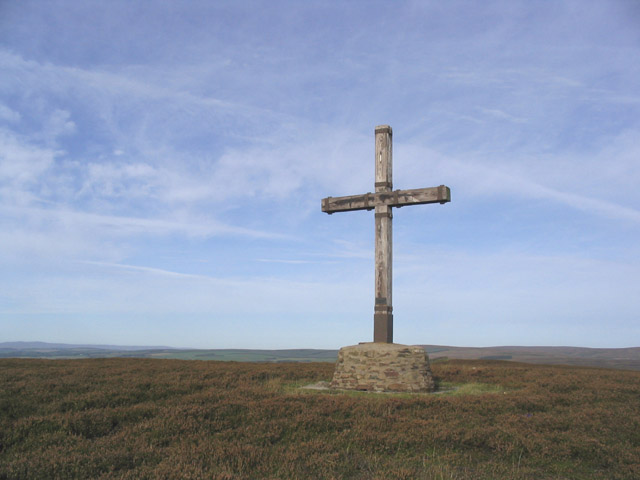
Jésus-Christ présente le sacrifice de Jésus comme la réponse de Dieu au problème du mal.

Comme dans les quatre évangiles, Jésus-Christ ne présente pas un ordre chronologique trop précis de la vie du Christ. Mais il semble suivre globalement le plan de l'évangile de Marc.
1. Enfance (chapitres 1-9).
2. Début du ministère du Christ (chapitres 10-18).
3. Activité en Galilée (chapitres 19-30).
4. Enseignements et miracles (chapitres 31-53).
5. Activité en Judée (chapitres 54-62).
6. La semaine de la passion (chapitres 63-81).
7. La mission des Douze (chapitre 82-87).

- Présentation de l'ouvrage

Jésus-Christ dépeint les nombreuses facettes de la personne du Christ : sa plénitude divine, descendant de la lignée royale de David, Sauveur souffrant, proclamateur de vérités éternelles, guérisseur compatissant, pourfendeur des traditions humaines, grand prêtre dans le sanctuaire céleste, Roi humble de l'univers. Ellen White brosse le portrait de Jésus, doux, gracieux, affable, miséricordieux, rempli de bonté, de pureté et d'humilité. Il était proche des gens, sensible à leurs souffrances, accueillant envers les étrangers et les délaissés de la société, aussi à l'aise avec les infortunés de la vie qu'avec les lettrés de l'élite juive. Il était animé d'une grande passion dans son amour et son désir de sauver l'humanité.         
Jésus est présenté comme tout le contraire de la campagne mensongère de Satan sur le caractère de Dieu. Un paradoxe ressort : en poussant les êtres humains à tuer Jésus, Lucifer révéla au grand jour sa méchanceté, en contraste avec l'amour incommensurable de Dieu.     
« Satan dépeignait Dieu comme égoïste et oppressif, exigeant tout et ne donnant rien, réclamant le service de ses créatures pour sa propre gloire mais ne faisant aucun sacrifice pour leur bien… Mais en le faisant mourir [Jésus-Christ], Satan révéla sa méchanceté et sa haine contre Dieu. Il montra clairement que le vrai objectif de sa rébellion était de détrôner Dieu et de détruire celui par lequel l'amour de Dieu se révélait. »
Un deuxième paradoxe est qu'en faisant tuer Jésus, Satan a involontairement permis la réalisation du plan du salut. Selon Ellen White, la faute des ancêtres de l'humanité ne prit pas Dieu au dépourvu. Car en raison de son respect de la liberté de ses créatures, la possibilité d'une transgression de la loi morale n'était pas exclue. Dieu a conçu le plan du salut avant la fondation du monde. « Ce plan, le Dieu qui a créé toutes choses l’avait tenu caché en lui-même de toute éternité » (Éphésiens 3:9). Sur la croix, Jésus prit sur lui tous les péchés du monde, mourant en substitut des pécheurs, lui qui vécut une vie sans péché (Hébreux 4:15). Sa grâce et son pardon (des dons gratuits et des faveurs imméritées) s'acceptent uniquement par la foi. « Car le salaire du péché, c'est la mort ; mais le don gratuit de Dieu, c'est la vie éternelle en Jésus Christ notre Seigneur. » (Romains 6:23)       
Néanmoins, elle soutient que bien que le sacrifice de Jésus soit la plus grande démonstration de l'amour de Dieu, il n'a pas éclairci tous les points obscurs sur la perversité du mal et sur le caractère de Dieu. La mort de Jésus résolut la question du salut des pécheurs repentants mais il ne dissipa pas entièrement toutes les interrogations sur la justice de Dieu. Tous les effets des deux forces en présence n'avaient pas encore été totalement révélés. « Les hommes et les anges devaient voir le contraste entre le Prince de la lumière et le prince des ténèbres. » C'est pourquoi Satan ne fut pas  détruit à ce moment-là.
Herbert Douglass remarque que cette défense de Dieu est à la fois passive et active. Passive, car l'écoulement du temps permet au mal de développer toutes ses " conséquences destructrices et suicidaires ". Active, car Dieu révèle " son caractère parfait et digne de confiance " afin qu'on puisse déterminer qui, de lui ou Satan, a raison dans ce conflit. La réponse de Dieu aux accusations de Satan n'est pas de le détruire mais de l'exposer.
Jud Lake observe qu'Ellen White présente les trois arguments de Lucifer contre le gouvernement de Dieu :
1. Dieu est un tyran, arbitraire, dur, injuste et totalitaire. L'idée est que Dieu impose arbitrairement une loi absolue sans droit intrinsèque de le faire.
2. Dieu ne peut pas (ou ne veut pas) pardonner parce que la justice et la miséricorde sont incompatibles et naturellement opposées.
3. Comme ces deux arguments ont été démolis par la mort de Jésus à la croix, Satan attaque alors la loi de Dieu en arguant que sa miséricorde a détruit sa justice, et que sa loi a été annulée[31].

John Wood indique qu'Ellen White présente ce dernier argument comme étant " la question eschatologique " ultime puisque c'est " le vrai but du christianisme qui est mis ici en question ". Elle déclare qu'à la croix, la miséricorde et la justice de Dieu se sont rencontrés. Sa grâce et sa loi ont des buts différents mais ils ne s'opposent pas.

### Conquérants pacifiques(1911)
- Quatrième volume : Des Actes des apôtres à l'Apocalypse de Jean

Conquérants pacifiques fut décrit à l'époque comme " une révision " de Sketches from the Life of Paul (Esquisse de la vie de Paul), un livre qu'Ellen White publia en 1883. Dans l'esprit de la série du conflit des âges, l'objectif de l'ouvrage fut de couvrir toute l'histoire de l'Église chrétienne primitive au Ier siècle. Pendant cinq mois, les assistants littéraires d'Ellen White (Clarence Crisler, Maggie Hare-Bree et Minnie Hawkins) recherchèrent ses manuscrits et ses articles sur la vie et les enseignements des apôtres de Jésus. Chaque matin, ils lui amenèrent ces documents pour qu'elle les lise.

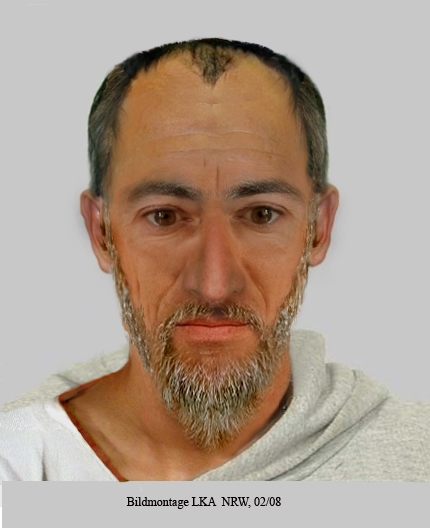
L'apôtre Paul --- reconstruction faciale selon les experts de la police scientifique en Allemagne.

William White rapporta : " Elle leur accorda sa première attention tôt le matin, à un moment où elle était reposée et que son esprit était alerte. Elle marquait librement les manuscrits, soulignant et ajoutant des mots et des phrases aux déclarations pour les rendre plus claires et percutantes. Puis ils étaient recopiés. "
- Plan sommaire

1. La mission de l'Église (chapitres 1-3).
2. À Jérusalem (chapitres 4-10).
3. En Judée et en Samarie (chapitres 11-16).
4. Premier voyage missionnaire de Paul (chapitres 17-19).
5. Deuxième voyage missionnaire de Paul (chapitres 20-25).
6. Troisième voyage missionnaire de Paul (chapitres 26-37).
7. Quatrième voyage missionnaire de Paul (chapitres 38-45).
8. Les dernières années de Paul (chapitres 46-50).
9. Encouragements aux croyants (chapitres 51-58).

- Présentation de l'ouvrage

Conquérants pacifiques suit simplement - et en grande partie - le plan du livre des Actes des apôtres dans la Bible. De ce fait, il est possible de lire les deux livres parallèlement et de comparer les textes bibliques correspondants avec les commentaires d'Ellen White. Dans l'ouvrage, le Saint-Esprit domine la scène par ses prouesses et quatre apôtres sont les principaux acteurs : Pierre, Jacques (le frère de Jésus), Jean et Paul. Cependant, le récit des voyages missionnaires de l'apôtre Paul remplit une grande partie du livre. Certains chapitres commentent ses lettres aux Thessaloniciens, aux Corinthiens, aux Galates et aux Romains, ainsi que les écrits d'autres apôtres (les lettres de Pierre et l'Apocalypse de Jean).
Ellen White voit l'action de Satan derrière les persécutions contre les chrétiens qui répandirent le message de " Jésus-Christ crucifié, ressuscité et qui revient bientôt " à travers l'Empire romain et au-delà. Elle établit un contraste entre l'esprit doux du Christ et l'esprit violent du diable : " Satan a persécuté le peuple de Dieu… mais en mourant, ils devinrent conquérants… À travers l'épreuve et la persécution, la gloire -- le caractère -- de Dieu est révélé parmi les croyants ". Au lieu d'exterminer la foi chrétienne, la persécution attisa la curiosité et l'intérêt des populations. Tertullien écrivit : " Le sang des martyrs est une semence pour l'évangile ". Non seulement la haine et la tromperie de Satan ont été exposées par son meurtre contre Jésus mais le sang des martyrs s’est ajouté sur son dossier judiciaire.

### La tragédie des siècles(1888, 1911)
- Cinquième volume : Du siège de Jérusalem en 70 à la recréation de la Terre

La tragédie des siècles, dans sa forme finale d'aujourd'hui, a été produit en plusieurs étapes.

#### Édition de 1884
En 1884, Ellen White publia le quatrième volume très attendu de la série  The Spirit of Prophecy, sous-titré La grande controverse entre Christ et ses anges et Satan et ses anges. Dans son projet initial, elle démarra là où le troisième volume de  The Spirit of Prophecy s'était arrêté, c'est-à-dire avec le ministère de Paul à Thessalonique. Mais elle rapporta qu'elle reçut l'instruction dans une vision de commencer le récit par le siège de Jérusalem en 70, établissant ainsi, comme Jésus (Matthieu 24:1-31), un parallèle spirituel " entre la destruction de Jérusalem et le grand jour de son retour ".
L'écriture de Spiritual Gifts vol.4 s'étala sur cinq ans. Aux dires d'Ellen White, elle commença à l'écrire en 1879, deux ans avant la mort de James White.    

#### Édition de 1888
Lors de son voyage en Europe de 1885 à 1887, Ellen White visita des sites historiques en Suisse, en Italie, en Allemagne, en France, en Angleterre et en Scandinavie qui lui permirent de mieux comprendre l'histoire de la Réforme protestante. À la demande d'adventistes européens, elle décida d'inclure davantage d'informations sur la Réforme et d'écrire dans un langage plus simple à traduire dans les autres langues. Elle écrivit : " Nous avons rassemblé de nombreux documents intéressants que nous utiliserons. "
Dans Spiritual Gift, vol.4 en 1884, Ellen White incorpora sélectivement des éléments d'information de quelques théologiens adventistes (Uriah Smith, John N. Andrews) et de nombreux historiens, notamment L'histoire de la Réformation du XVIe siècle du suisse Jean-Henri Merle d'Aubigné ou History of Protestantism de James Wylie. Conformément aux procédés légaux d'emprunts littéraires de l'époque, elle aurait utilisée 88 auteurs différents et 400 références dans La tragédie des siècles. Dans l'introduction de La tragédie des siècles, elle y fait allusion : 
" Là où les scènes à retracer se sont trouvées résumées par quelque historien de telle façon qu'elles cadraient avec le plan de cet ouvrage, j'ai cité ses propres paroles et indiqué la source; mais je ne m'y suis pas astreinte d'une façon absolue, mes citations n'étant pas données comme des preuves, mais simplement en vertu de leurs qualités descriptives ".
Ellen White insista sur le fait que La tragédie des siècles n'était pas un livre d'histoire, et qu'il ne devait pas être lu dans ce sens. L'enseignement spirituel, illustré par l'histoire (et non l'originalité ou la précision absolue des fins détails historiques), était ce qui comptait à ses yeux afin de dégager des principes pour la compréhension des événements à venir. Arthur Patrick pense qu'Ellen White n'écrivit pas l'histoire mais qu'elle l'interpréta. 

#### Édition de 1911
Néanmoins, Ellen White s'efforça de communiquer les informations historiques les plus correctes possibles. Elle rapporta qu'elle vit dans les visions des scènes succinctes du passé et de l'avenir. Leur emphase se centrait toujours sur un enseignement spirituel, aussi elles n'entraient pas dans tous les détails historiques. Quand Ellen White souhaitait insérer des informations historiques supplémentaires ou plus précises, elle consultait les livres de grands historiens ou elle sollicitait l'avis de quelques personnes compétentes et de dirigeants adventistes (Arthur Daniells, William Prescott). 

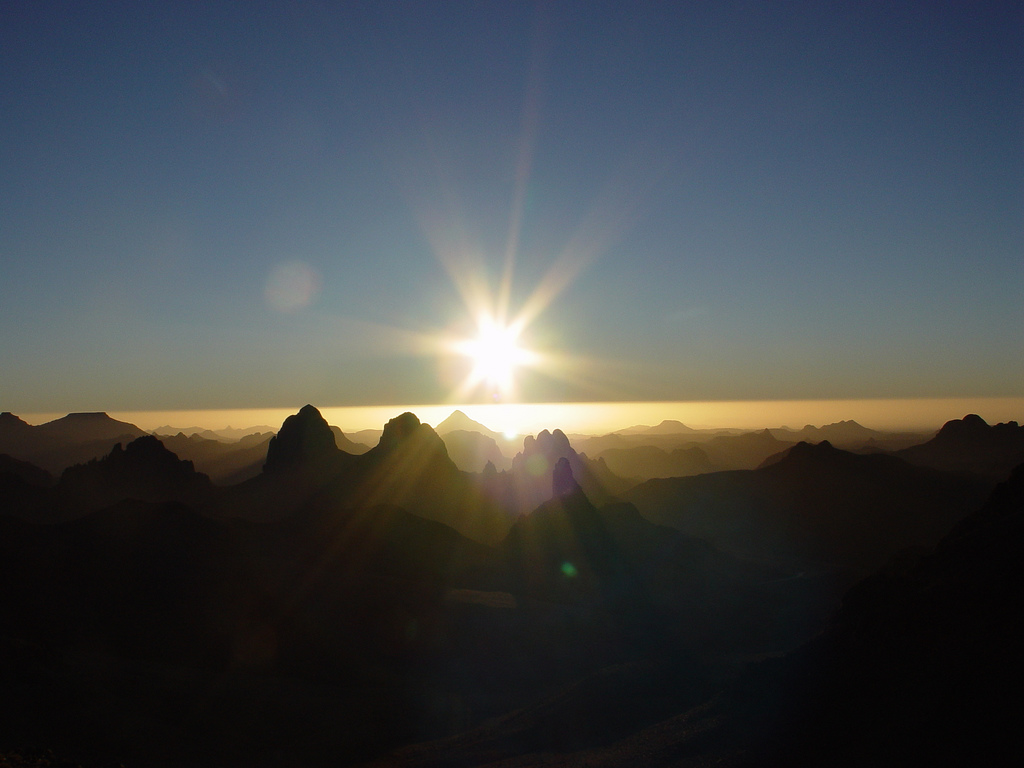
La tragédie des siècles présente le retour du Christ comme la réponse de Dieu au problème du mal.

Pour cette raison, Ellen White profita de l'occasion d'une nouvelle impression de La tragédie des siècles en 1911 sur de nouvelles plaquettes d'imprimerie pour procéder à une mise à jour de certaines informations historiques (plutôt mineures) et à des améliorations en remplaçant notamment certaines citations par de meilleures. À sa demande, William Prescott lui suggéra 105 révisions. Certaines furent retenues, d'autres pas.
Le White Estate reconnaît que La tragédie des siècles contient quelques erreurs ou difficultés historiques (réelles ou supposées) d'importance secondaire. Par exemple, on a discuté l'exactitude d'une déclaration d'Ellen White affirmant que tous les chrétiens observaient le sabbat jusqu'à l'édit de Constantin du 7 mars 321. Samuele Bacchiochi suggère qu'elle ignorait le témoignage d'Ignace, l'évêque d'Antioche, indiquant que les chrétiens d'Alexandrie et de Rome commencèrent à célébrer le dimanche vers 115. D'un autre côté, Kenneth Strand remarque que le dimanche ne se substitua pas au sabbat comme jour de repos chrétien avant le IVe siècle. Depuis le IIe siècle, les chrétiens célébraient le dimanche une fête annuelle de la résurrection du Christ, et non hebdomadaire, comme un équivalent de la fête juive des prémices. Au cours du IIIe siècle, l'observation hebdomadaire du dimanche se généralisa mais les chrétiens considéraient toujours le sabbat comme le jour de repos. Même après l'édit général de Constantin de 321, de nombreux chrétiens observèrent deux jours de repos, le sabbat et le dimanche, jusqu'au VIe siècle. 
Arthur White observe : " Il existe quelques problèmes de chronologie dans la Bible et les écrits d'Ellen White. Celui qui accepte le concept de l'inspiration verbale se trouvera dans une position difficile face à ces problèmes. " Les adventistes adhèrent au mode d'inspiration par la pensée, non au mode restrictif de l'inspiration verbale (la dictée verbale de Dieu à l'écrivain), considérant comme l'archéologue Edwin Thiele que dans le processus de transmission des messages de Dieu, les écrivains inspirés recherchent et ajoutent les fins détails historiques, d'importance secondaire quant à l'essence de la foi.        
- Plan sommaire

La tragédie des siècles est divisée en deux parties : historique et eschatologique.
I. PARTIE HISTORIQUE
1. Les premiers siècles du christianisme (chapitres 1-3).
2. Précurseurs de la Réforme protestante (chapitres 4-6).
3. La Réforme protestante (chapitres 7-15).
4. Le mouvement de réveil millérite (chapitres 16-22).

II. PARTIE ESCHATOLOGIQUE
1. L'instruction du jugement (chapitres 23-28).
2. La stratégie de Satan (chapitres 29-34).
3. La fin de la tragédie (chapitres 35-42).

- Présentation de l'ouvrage

Dans l'introduction de la Tragédie des siècles, Ellen White rapporte que la stratégie de Satan est « de dénaturer le caractère de Dieu, afin de le faire redouter et haïr plutôt qu'aimer, de discréditer la loi divine et d'annuler son autorité sur les cœurs. » À cette fin, il suscite les guerres, la criminalité, l'oppression, l'intolérance, les famines, l'injustice, les crises économiques, la pauvreté, les catastrophes naturelles, les épidémies et l'éclatement des familles. Puis il accuse Dieu de tous ces maux. 
La partie historique constitue 40 % du contenu de l'ouvrage. Elle traite essentiellement des contributions des réformateurs, tels que les Vaudois, John Wycliffe, Jan Hus, Martin Luther, Jean Calvin, Ulrich Zwingli, Jacques Lefèvre d'Étaples, Guillaume Farel, Menno Simons, William Tyndale, John Wesley ou William Miller, qui du point de vue d'Ellen White, restaurèrent des éléments essentiels de la Bonne Nouvelle du salut :
1. Sola Scriptura --- la Bible est la seule autorité et règle de foi et de pratique.
2. Sola gratia --- le salut provient uniquement du don gratuit qu'est la grâce de Dieu. Il est impossible d'être sauvé par ses bonnes œuvres.
3. Solus Christus --- Jésus est le seul auteur du salut, obtenu par son sacrifice expiatoire. Le résultat de la transgression de la loi de Dieu est ultimement la mort du coupable mais le Christ a payé par sa mort sur la croix le prix d'une valeur infinie (le sacrifice expiatoire) pour le salut de l'être humain.
4. Sola fide --- l'être humain est sauvé uniquement par sa foi (croire et faire confiance à Dieu) dans le sacrifice de Jésus, et non point par ses œuvres.
5. La repentance --- le croyant regrette sincèrement sa rébellion contre Dieu. Elle a causé la mort de Jésus-Christ.
6. La conversion --- c'est un " changement de direction " en passant de la rébellion à la soumission à Dieu. En toute liberté et conscience, le croyant décide d'accepter la grâce et le pardon de Dieu.
7. La nouvelle naissance --- c'est le début d'une transformation intérieure produite par le Saint-Esprit. Elle se concrétise par la confession publique du baptême par immersion, symbole de la mort à " l'ancienne vie " (opposée à Christ) et de la résurrection à " la vie nouvelle " (sous la seigneurie du Christ).
8. La sanctification --- le résultat de la grâce de Dieu dans la vie du croyant est une transformation intérieure progressive, l'amenant à refléter le caractère du Christ.
9. La loi morale --- la loi de Dieu n'a jamais été abolie (l'antinomianisme, " être contre la loi "). Le croyant observe les principes éternels des dix commandements, non pour obtenir le salut (le légalisme) mais pour glorifier Dieu.
10. Sola Sacerdos --- tous les croyants (hommes et femmes, le clergé et les laïcs) ont le même sacerdoce et accès à Dieu. Ils tous sont des ministres de l'évangile. Le Saint-Esprit donne à tous la capacité de lire et d'interpréter la Bible, de communiquer ses enseignements, de prier et de servir Dieu dans l'Église.

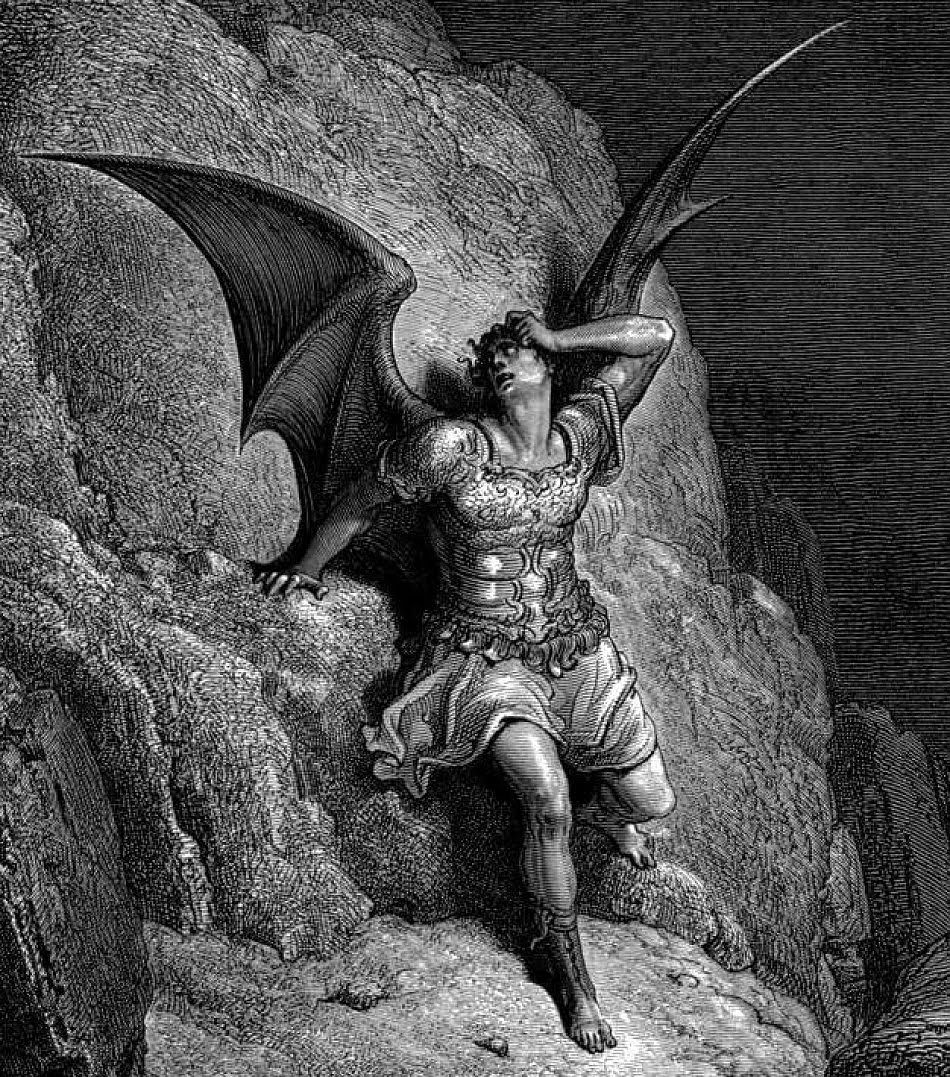
Satan
Illustration de Gustave Doré

Ellen White observe que dans sa haine contre Dieu, Satan accuse aussi les croyants : " l’Accusateur de nos frères, celui qui, jour et nuit, les a accusés devant Dieu " (Apocalypse 12:10). À l'instar de ses attaques contre Job et Josué, le grand prêtre d'Israël, il lance deux accusations : 1) les croyants adorent Dieu par intérêt et non par amour, et 2) aucun être pêcheur ne peut être sauvé (Job 1:6-12, Zacharie 3:1-4). Dieu répond à ces accusations par l'instruction du jugement, qui démarra en 1844 (Daniel 8:13), impliquant que nous sommes au « temps de la fin » (Apocalypse 14:7). Cette procédure judiciaire se déroule au ciel devant le trône de Dieu (Daniel 7:9-10). Seuls les noms des croyants, inscrits sur le livre de la vie (Apocalypse 3:5), sont passés en revue (1 Pierre 4.17). 
Jésus défend leur cause : « Qui accusera encore les élus de Dieu ? Dieu lui-même les déclare justes. Qui les condamnera ? Le Christ est mort, bien plus : il est ressuscité ! Il est à la droite de Dieu et il intercède pour nous » (Romains 8.33-34).
Dans la partie eschatologique de La tragédie des siècles, Ellen White décrit les derniers événements de l'histoire : le déclin de la foi et des valeurs morales, la percée du spiritisme au sein du christianisme, la déferlante de catastrophes naturelles, le rapprochement des catholiques et des protestants, et la promulgation d'une loi religieuse démarrant aux États-Unis.
Satan produira la dernière pièce à conviction de son imposture. Avant de le détruire, « il fallait laisser mûrir le mal », montrer toutes ses conséquences insoupçonnées. Que se passerait-il si le monde se trouvait sous l'emprise totale du mal ? Elle indique que peu avant le retour du Christ, le Saint-Esprit se retirera de la Terre (sauf pour les croyants, placés entièrement sous sa protection). Le diable exercera une domination totale. Il y aura « un temps de détresse tel qu'il n'en a pas eu depuis que les nations existent » (Daniel 12:1). Satan réclamera l'adoration du monde entier. Il combattra le Christ en s'attaquant à la loi de Dieu -- notamment le sabbat -- et à ses fidèles observateurs. Mais il sera vaincu : Jésus-Christ reviendra en gloire et majesté.
Pendant mille ans, la Terre offrira un spectacle de désolation. Satan et ses anges se trouveront seuls sur la planète, ayant comme seul loisir de méditer sur les conséquences de leur rébellion. Durant cette période, au paradis, les sauvés jugeront les perdus et les mauvais anges : ils examineront les registres de leurs vies (Apocalypse 20:1-6). Dieu ne se trompe jamais mais aucun doute ne devra subsister sur son amour et sa justice. Après les mille ans, tous les perdus ressusciteront pour comparaître au jugement dernier. Tous les rebelles reconnaîtront que Dieu est juste dans toutes ses voies. La Nouvelle Jérusalem descendra du ciel. En la voyant, Satan incitera les perdus à l'attaquer. Mais ils seront vaincus : un feu tombera du ciel et les exterminera (Apocalypse 20:7-14) -- la doctrine de l'annihilationisme. La Terre sera purifiée par le feu. Dieu la recréera à sa beauté originelle. Le mal ne sera plus. Et les sauvés habiteront la nouvelle Terre (Apocalypse 21:1-4).     
Pour Ellen White, la preuve est faite que les principes du bien contenus dans la loi morale apportent la paix, le bonheur et la stabilité. Les terribles conséquences du mal sont une leçon inoubliable pour l'univers. Durant l'éternité, personne ne voudra revivre cette épouvantable expérience. Plus jamais le mal n'apparaîtra. La série du conflit des âges se conclut par le texte biblique qui l'avait introduit : « La grande tragédie est terminée… Dans l'immense création, tous les cœurs éprouvent la même allégresse… proclamant que Dieu est amour. »

## «Le conflit des âges» en un volume

### L'histoire de la rédemption(1947)

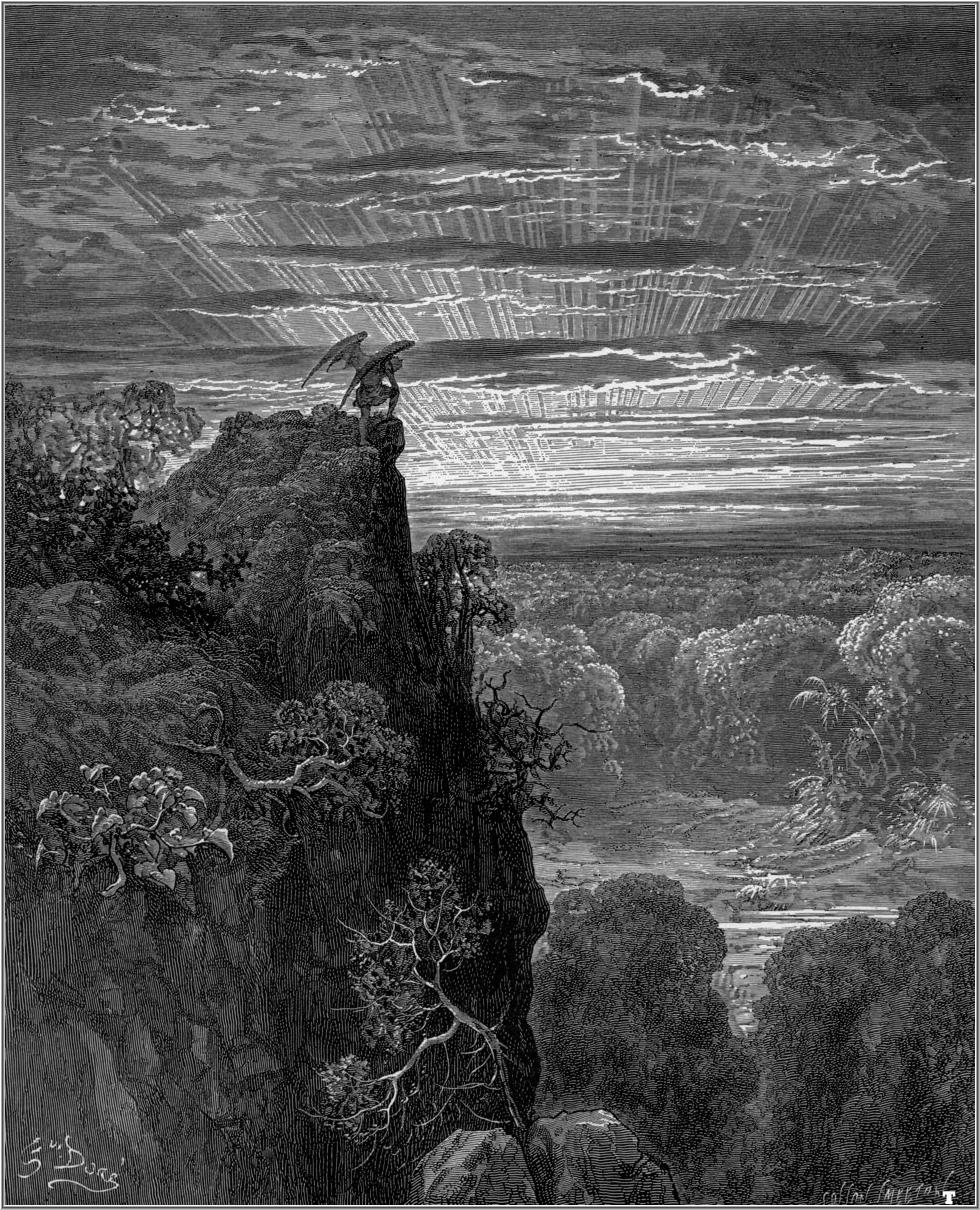
Satan plongé dans la réflexion sur les conséquences de sa rébellion. Illustration de Gustave Doré

- De l'origine au dénouement de la grande controverse entre Christ et Satan

En 1947, le White Estate publia L'histoire de la rédemption, qui englobe toute l'histoire du grand conflit cosmique entre Christ et Satan. C'est une compilation d'écrits d'Ellen White extraits de Premiers écrits et The Spirit of Prophecy 
(vol.1, 3 et 4).
- Plan sommaire

1. La chute et le plan du salut (chapitres 1-5).
2. Les débuts de l'humanité (chapitres 6-9).
3. Les ancêtres d'Israël, le peuple choisi (chapitres 10-13).
4. L'exode et la conquête de la terre promise (chapitres 14-23).
5. L'histoire d'Israël (chapitre 24).
6. La vie du Christ (chapitres 25-31).
7. Les premiers chrétiens (chapitres 32-43).
8. L'époque médiévale (chapitres 44-46).
9. La Réforme protestante (chapitres 47-49).
10. Le mouvement de réveil millérite (chapitres 50-52).
11. Le dernier message à l'humanité (chapitres 53-58).
12. La fin de la controverse (chapitres 59-61).
13. Le bonheur des sauvés et la fin du mal (chapitres 62-67).

- Présentation de l'ouvrage

L'histoire de la rédemption présente un récit alerte et concis du grand conflit cosmique et des grandes étapes de l'histoire du salut. Démarrant par les accusations de Satan, la controverse s'achève par le triomphe de l'amour de Dieu.

## Divergences sur le conflit cosmique
Parmi les chrétiens, la série « le conflit des âges » a peu fait l'objet de critiques quant à son thème central. La doctrine du conflit cosmique fait partie d'une longue tradition judéo-chrétienne présentant Satan comme l'adversaire de Dieu. D'autre part, Jacobus Arminius et John Wesley, les plus grands propagateurs de l'arminianisme, ont enseigné que Dieu laisse la liberté de choix à ses créatures. Voulant être adoré uniquement par amour, il ne sauve personne contre son gré.      
Les divergences portent principalement sur l'interprétation d'Ellen White de l'histoire. D'autres confessions chrétiennes ne partagent pas ses interprétations bibliques sur l'identité de l'archange Michel, la doctrine de l'instruction du jugement, le déroulement des événements eschatologiques et des mille ans, et l'annihilationisme.

## Contribution d'Ellen White
Clifford Golstein appelle l'histoire de la grande controverse entre Christ et Satan " la mère de tous les méta-récits ", le  récit universel qui englobe l'univers et la Terre, et transcende toutes les sociétés, cultures et traditions. Selon George Knight, c'est " l'image globale ", le thème central de la pensée whitiste.     
Ellen White a elle-même précisé le sens de la série « le conflit des âges », son œuvre la plus monumentale. Elle indique que le plan du salut a « un but plus large et plus profond que le salut de l'homme » sur une petite planète. Il vise à « réhabiliter le caractère de Dieu devant tout l'univers ». Satan a déformé notre perception de Dieu en le présentant comme un Souverain dur, sévère et vengeur. Or rien n'est plus éloigné de la réalité !
Adlen Thompson observe que la conception d'Ellen White sur Dieu a été progressive. Cette compréhension d'un Dieu rempli d'amour estompa totalement les peurs qui marquèrent son enfance au sujet de l'enfer et du jugement. Elle conclut que la doctrine des flammes éternelles est incompatible avec le caractère d'un Dieu juste et aimant. L'amour de Dieu est infini. Toute sa vie, elle s'en émerveillera. Il est plus merveilleux, joyeux et miséricordieux que notre esprit peut concevoir. Elle déplore : « L'humanité est en train de ne plus rien savoir du caractère de Dieu. Il a été mal compris, interprété de travers. »
Selon Herbert Douglass, la doctrine du grand conflit place une valeur fondamentale sur la notion de liberté de toutes les créatures intelligentes de l'univers. Elle implique qu'elles sont libres et souveraines de leurs choix. Parce que Dieu est juste, aimant et respectueux de ses créatures, il n'impose pas sa volonté. Il ne les intimide pas et il ne les trompe pas pour obtenir leur adoration. Il ne les force pas. Il ne contraint personne à croire et à lui obéir. Il est prêt à attendre jusqu'à-ce que toutes les évidences soient établies contre les accusations de Satan. Par la loi des causes et effets, on voit les résultats de l'obéissance et de la désobéissance à sa volonté. Mais le Dieu d'amour désire uniquement une réponse aimante des êtres humains à son offre de la grâce, une soumission aimante à sa seigneurie.
Joseph Battistone considère que « la série du conflit des âges est par beaucoup d'aspects un chef-d'œuvre théologique. Ellen White révèle d'une manière unique le drame de la controverse la plus significative de l'histoire humaine en identifiant les enjeux principaux du conflit et en présentant ses effets dans la vie de chaque individu…. Une des plus grandes réussites de cette œuvre, et sans doute la plus importante, est l'exonération du caractère de Dieu ».
Joseph Bates fut le premier adventiste à suggérer la doctrine de la grande controverse mais c'est Ellen White qui l'a élaboré -- et de manière considérable, en une apologie de l'amour de Dieu. Douglass estime que ce thème est non seulement celui de la série du « conflit des âges » mais de tout l'enseignement d'Ellen White. Il est considéré comme sa plus grande contribution théologique au christianisme.        